# Калисто (митология)
Вижте пояснителната страница за други значения на Калисто.
Калѝсто (на старогръцки: Καλλιστώ – „най-красивата“) в древногръцката митология е аркадска нимфа (според други версии дъщеря на царя на Аркадия Ликаон или с друг произход). Тя е от ловната свита на Артемида.
Привлечен от красотата ѝ, Зевс я съблазнява (или насилва), като според някои писатели приема образа на Артемида или Аполон. Според Хезиод последвалата бременност на Калисто е открита няколко месеца по-късно от богинята, която се вбесява и я превръща в звяр. Така тя става мечка и ражда син Аркас. Според Овидий ядосаната Артемида (Диана) изгонва нимфата от групата. По-късно Калисто ражда син Аркас и тогава пък съпругата на Зевс (Юпитер) – Хера (Юнона) за отмъщение я превръща в мечка.
Детето пораства и след 15 години по време на лов в гората среща лице в лице мечката – своята майка. Прицелва се да я прониже, но тогава Юпитер осуетява майцеубийството, вдига двамата на небесния свод и ги превръща в две близки съзвездия. Това за гърците са съзвездията Голямата мечка и Малката мечка (или Воловар) (на гръцки: αρκτος – мечка). Юнона, разярена, че опитът ѝ да отмъсти е довел до това Калисто да блести в небето сред звездите, призовава Океан и Тетида да държат съзвездието винаги далече от водите, за да не може нимфата мечка да се къпе в тях (поетично обяснение на факта, че поради близостта си с Полярната звезда тези съзвездия са винаги над хоризонта).